# Třída Bismarck (1877)
Korvety (kryté dřevěné s opanceřováním) třídy Bismarck byly postavené pro Císařské loďstvo (německy Kaiserliche Marine) v letech 1875-1880, kde sloužily až do roku 1910. Jednalo se o trojstěžníky s parním pohonem. Trup byl kovový s dřevěnou obšívkou. V roce 1884 byly všechny překlasifikovány na křižníkové fregaty.

## Seznam lodí
| Jméno         | Stavitel                        | Spuštěna na vodu  | Dokončena         | Kariéra |
| ------------- | ------------------------------- | ----------------- | ----------------- | --- |
| SMS Bismarck  | Norddeutsche Schiffbau AG, Kiel | 25. červenec 1877 | 27. srpen 1878    | Účastnila se ustavení protektorátu ve Witulandu roku 1885 a války o Samou roku 1889. Vyřazena 21. září 1891, použita jako hulk ve Wilhelmshavenu až do roku 1920. |
| SMS Blücher   | Norddeutsche Schiffbau AG, Kiel | 20. březen 1877   | 21. prosinec 1878 | Sloužila jako torpédovou školní loď, vyřazena po výbuchu kotlů v roce 1907.                                                                                       |
| SMS Gneisenau | Kaiserliche Werft , Gdaňsk      | 4. září 1879      | 3. říjen 1880     | Potopena v bouři u vstupu do přístavu Málaga 16. prosince 1900. Zahynulo 40 mužů včetně velitele.                                                                 |
| SMS Moltke    | Kaiserliche Werft , Gdaňsk      | 18. říjen 1877    | 16. duben 1878    | Vyřazena roku 1911; přejmenována na Acheron a použita jako hulk do roku 1918; rozebrána roku 1920                                                                 |
| SMS Stosch    | AG Vulkan, Štětín               | 8. říjen 1877     | 10. březen 1878   | Účastnila se blokády v rámci Venezuelské krize v letech 1902-1903. Zrušena 1907.                                                                                  |
| SMS Stein     | AG Vulkan, Štětín               | 14. září 1879     | 3. říjen 1880     | V letech 1908 až 1920 sloužila jako hulk. |